# Sávoly Ferenc
Sávoly Ferenc (Alsóelemér, 1870. április 29. – Budapest, 1938. május 16.) magyar meteorológus, egyetemi tanár, a magyarországi agrometeorológia megalapozója, 1936–1937-ben rövid ideig a Magyar Mezőgazdasági Múzeum igazgatója.

## Életpályája
1906-tól a Meteorológiai Intézetben munkálkodott, megszerezve bölcsészeti oklevelét. 1919-ben megszületett ennek az intézetnek az agrometeorológiai osztálya, saját maga kezdeményezésére, amelynek a kezdetektől saját magát nevezték ki az osztály vezetőjévé. 1925-től kezdődően az éghajlat tanát adta elő a József Műegyetemen. 1927-től a Magyar Mezőgazdasági Múzeum igazgatóhelyettesévé vált, sőt, ezután 1936-tól igazgatója is volt, 1937-ben bekövetkezett nyugdíjba vonulásáig.

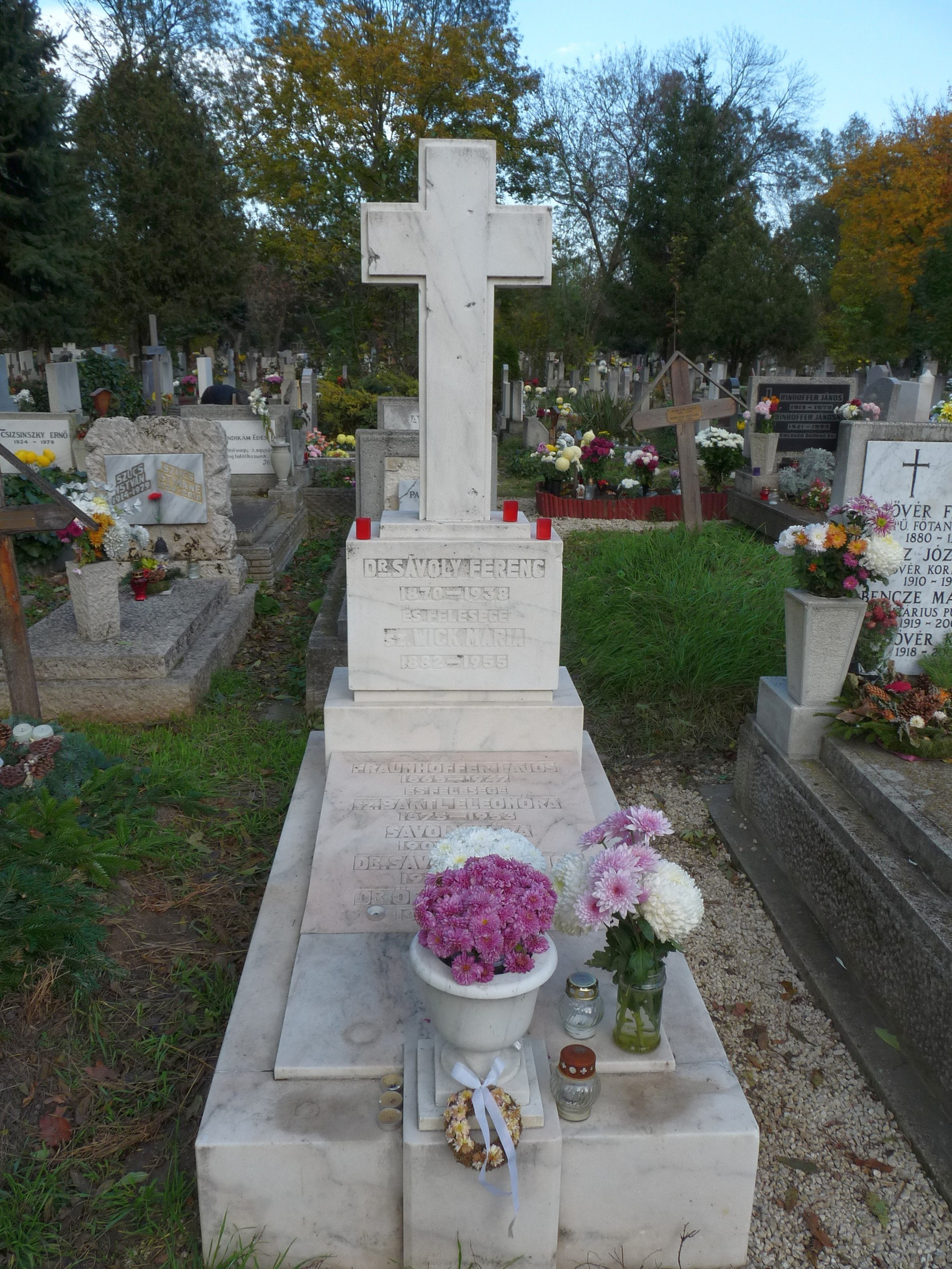
Síremléke az Óbudai temetőben (43/2-1-109).

### Munkássága
Nagyon érdeklődött a biológia iránt is, ezért főképpen a növények betegségei és a meteorológia közötti összefüggések tanulmányozásáért és kutatásáért szerzett érdemeket és kitüntetéseket. Ezeken kívül még tanulmányozta a fásítás problémáit, és az Alföld és környékének szélviszonyaival is foglalkozott. Majd állandó munkatársává vált Az Időjárás című folyóiratnak, itt 1910–1927 között ő készítette el Magyarország havonta megjelenő jelentését a meteorológia témájában.

## Művei, irodalom
Számos kötetet írt a meteorológiáról, ezek közül a legfontosabbak:
- A levegőnedvesség higienikus jelentősége (Budapest, 1906)
- Az Alföld fásításától és öntözésétől a mezőgazdaság terén várható bioklimatikus értéknövelésről (Budapest, 1920)
- A magyar Alföld szélviszonyai (Budapest, 1921)

Irodalma is volt:
- Róna Zsigmond: S. F. (Az Időjárás, Budapest, 1938)
- Köztelek (1938., 1. szám)
- Növényvédelem (1938., 6. szám)